# Galtonpipa
Galtonpipa är en pipa med mikrometriskt föränderlig längd för åstadkommande av högfrekventa toner. Galtonpipan uppfanns av den brittiska uppfinnaren Francis Galton 1876 med syftet att mäta hörselomfånget hos människor och djur. År 1900 uppfann den tyska uppfinnaren M.T. Edelmann en förbättrad version grundad på ångvisslans princip. Galton-Edelmann-pipan kunde frambringa toner med frekvenser uppemot 100 kHz. En annan mätmetod, som klarar mycket höga frekvenser, går ut på att utnyttja piezoelektriska egenskaper hos vissa kristaller.